# Генагра
Гѐнагра (на гръцки: Γέναγρα; на турски: Nergizli) е село в Кипър, окръг Фамагуста. Според статистическата служба на Северен Кипър през 2011 г. селото има 279 жители.
Де факто е под контрола на непризнатата Севернокипърска турска република.